# The Holly and the Ivy
The Holly and the Ivy är en brittisk dramafilm från 1952 i regi av George More O'Ferrall. Filmen är baserad på pjäsen med samma namn av Wynyard Browne. I huvudrollerna ses Ralph Richardson, Celia Johnson och Margaret Leighton. Margaret Halstan och Maureen Delany repriserade sina roller från scenuppsättningen.

## Handling
Filmen handlar om en engelsk präst, vars försummelse av sina vuxna barn i ivern att måna om sina församlingsmedlemmar, kommer upp till ytan då familjen samlas för att fira jul i prästgården.

## Om filmen
The Holly and the Ivy visades i SVT den 23 december 2020.

## Rollista i urval
- Ralph Richardson – pastor Martin Gregory
- Celia Johnson – Jenny Gregory
- Margaret Leighton – Margaret Gregory
- Denholm Elliott – Michael Gregory
- Hugh Williams – Richard Wyndham
- John Gregson – David Patterson
- Margaret Halstan – tant Lydia
- Maureen Delany – tant Bridget
- William Hartnell – company sergeant major
- Robert Flemyng – major
- Roland Culver – Lord B.